# Sanguirana albotuberculata
Espèce
Synonymes
- Rana everetti albotuberculata Inger, 1954
- Rana albotuberculata Inger, 1954
- Hylarana albotuberculata (Inger, 1954)

Statut de conservation UICN

 DD  : Données insuffisantes
Sanguirana albotuberculata est une espèce d'amphibiens de la famille des Ranidae.

## Répartition
Cette espèce est endémique de l'île de Leyte aux Philippines.

## Étymologie
Son nom d'espèce, du latin albo, « blanc », et tuberculatus, « tuberculé », fait référence aux zones blanches présentes en dessous de l'anus de cette espèce.

## Publication originale
- Inger, 1954 : Systematics and zoogeography of Philippine Amphibia. Fieldiana, Zoology, vol. 33, no 4, p. 183-531 (texte intégral).